# 14.ª etapa del Giro de Italia 2025
La 14.ª etapa del Giro de Italia 2025 tuvo lugar el 24 de mayo de 2025 y consistió en una etapa de perfil llano con inicio en la ciudad italiana de Treviso y final en la ciudad eslovena de Nova Gorica, sobre un recorrido de 195 km. El vencedor fue el danés Kasper Asgreen del equipo EF Education-EasyPost, mientras que el mexicano Isaac Del Toro del equipo UAE Team Emirates XRG consiguió mantenerse como líder de la carrera.

## Clasificación de la etapa[2]
| Treviso - Nova Gorica | etapa llana | (195 km) |

| \| Clasificación de la etapa \| Clasificación de la etapa \| Clasificación de la etapa \| Clasificación de la etapa \| Clasificación de la etapa \| \| Ciclista \| Ciclista \| Equipo \| Tiempo \| \| \| ------------------------- \| ------------------------- \| -------------------------- \| ------------------------- \| ------------------------- \| \| 1.º \| Kasper Asgreen \| EF Education-EasyPost \| 4 h 04 min 40 s \| \| \| 2.º \| Kaden Groves \| Alpecin-Deceuninck \| + 16 s \| \| \| 3.º \| Olav Kooij \| Team Visma \\| Lease a Bike \| + 16 s \| \| \| 4.º \| Orluis Aular \| Movistar Team \| + 16 s \| \| \| 5.º \| Stefano Oldani \| Cofidis \| + 16 s \| \| \| 6.º \| Mirco Maestri \| Team Polti VisitMalta \| + 16 s \| \| \| 7.º \| Derek Gee \| Israel-Premier Tech \| + 16 s \| \| \| 8.º \| Thomas Pidcock \| Q36.5 Pro Cycling Team \| + 16 s \| \| \| 9.º \| Richard Carapaz \| EF Education-EasyPost \| + 16 s \| \| \| 10.º \| Mikkel Honoré \| EF Education-EasyPost \| + 16 s \| \| |                 |                            |                 |
| |                 |                            |                 |
| Fuente: ProCyclingStats |                 |                            |                 |
| Clasificación de la etapa |                 |                            |                 |
| Ciclista | Ciclista        | Equipo                     | Tiempo          |
| 1.º | Kasper Asgreen  | EF Education-EasyPost      | 4 h 04 min 40 s |
| 2.º | Kaden Groves    | Alpecin-Deceuninck         | + 16 s          |
| 3.º | Olav Kooij      | Team Visma \| Lease a Bike | + 16 s          |
| 4.º | Orluis Aular    | Movistar Team              | + 16 s          |
| 5.º | Stefano Oldani  | Cofidis                    | + 16 s          |
| 6.º | Mirco Maestri   | Team Polti VisitMalta      | + 16 s          |
| 7.º | Derek Gee       | Israel-Premier Tech        | + 16 s          |
| 8.º | Thomas Pidcock  | Q36.5 Pro Cycling Team     | + 16 s          |
| 9.º | Richard Carapaz | EF Education-EasyPost      | + 16 s          |
| 10.º | Mikkel Honoré   | EF Education-EasyPost      | + 16 s          |

## Clasificaciones al final de la etapa

### Clasificación general(Maglia Rosa)[3]
| \| Clasificación general \| Clasificación general \| Clasificación general \| Clasificación general \| Clasificación general \| \| Ciclista \| Ciclista \| Equipo \| Tiempo \| \| \| --------------------- \| --------------------- \| -------------------------- \| --------------------- \| --------------------- \| \| 1.º \| Isaac Del Toro \| UAE Team Emirates XRG \| 50 h 37 min 55 s \| \| \| 2.º \| Simon Yates \| Team Visma \\| Lease a Bike \| + 1 min 20 s \| \| \| 3.º \| Juan Ayuso \| UAE Team Emirates XRG \| + 1 min 26 s \| \| \| 4.º \| Richard Carapaz \| EF Education-EasyPost \| + 2 min 07 s \| \| \| 5.º \| Primož Roglič \| Red Bull-Bora-Hansgrohe \| + 2 min 23 s \| \| \| 6.º \| Derek Gee \| Israel-Premier Tech \| + 2 min 54 s \| \| \| 7.º \| Damiano Caruso \| Bahrain Victorious \| + 2 min 55 s \| \| \| 8.º \| Antonio Tiberi \| Bahrain Victorious \| + 3 min 02 s \| \| \| 9.º \| Egan Bernal \| Ineos Grenadiers \| + 3 min 38 s \| \| \| 10.º \| Thymen Arensman \| Ineos Grenadiers \| + 3 min 45 s \| \| |                 |                            |                  |
| |                 |                            |                  |
| Fuente: ProCyclingStats |                 |                            |                  |
| Clasificación general |                 |                            |                  |
| Ciclista | Ciclista        | Equipo                     | Tiempo           |
| 1.º | Isaac Del Toro  | UAE Team Emirates XRG      | 50 h 37 min 55 s |
| 2.º | Simon Yates     | Team Visma \| Lease a Bike | + 1 min 20 s     |
| 3.º | Juan Ayuso      | UAE Team Emirates XRG      | + 1 min 26 s     |
| 4.º | Richard Carapaz | EF Education-EasyPost      | + 2 min 07 s     |
| 5.º | Primož Roglič   | Red Bull-Bora-Hansgrohe    | + 2 min 23 s     |
| 6.º | Derek Gee       | Israel-Premier Tech        | + 2 min 54 s     |
| 7.º | Damiano Caruso  | Bahrain Victorious         | + 2 min 55 s     |
| 8.º | Antonio Tiberi  | Bahrain Victorious         | + 3 min 02 s     |
| 9.º | Egan Bernal     | Ineos Grenadiers           | + 3 min 38 s     |
| 10.º | Thymen Arensman | Ineos Grenadiers           | + 3 min 45 s     |

### Clasificación por puntos(Maglia Ciclamino)[4]
| Clasificación por puntos | Clasificación por puntos | Clasificación por puntos   | Clasificación por puntos | Clasificación por puntos |
| Ciclista                 | Ciclista                 | Equipo                     | Puntos                   |                          |
| ------------------------ | ------------------------ | -------------------------- | ------------------------ | ------------------------ |
| 1.º                      | Mads Pedersen            | Lidl-Trek                  | 228 pts                  |                          |
| 2.º                      | Olav Kooij               | Team Visma \| Lease a Bike | 130 pts                  |                          |
| 3.º                      | Casper van Uden          | Team Picnic-PostNL         | 85 pts                   |                          |
| 4.º                      | Isaac Del Toro           | UAE Team Emirates XRG      | 80 pts                   |                          |
| 5.º                      | Wout van Aert            | Team Visma \| Lease a Bike | 78 pts                   |                          |
| 6.º                      | Orluis Aular             | Movistar Team              | 67 pts                   |                          |
| 7.º                      | Alessandro Tonelli       | Team Polti VisitMalta      | 64 pts                   |                          |
| 8.º                      | Kaden Groves             | Alpecin-Deceuninck         | 63 pts                   |                          |
| 9.º                      | Kasper Asgreen           | EF Education-EasyPost      | 60 pts                   |                          |
| 10.º                     | Richard Carapaz          | EF Education-EasyPost      | 52 pts                   |                          |

### Clasificación de la montaña(Maglia Azzurra)[5]
| Clasificación de la montaña | Clasificación de la montaña | Clasificación de la montaña   | Clasificación de la montaña | Clasificación de la montaña |
| Ciclista                    | Ciclista                    | Equipo                        | Puntos                      |                             |
| --------------------------- | --------------------------- | ----------------------------- | --------------------------- | --------------------------- |
| 1.º                         | Lorenzo Fortunato           | XDS Astana Team               | 157 pts                     |                             |
| 2.º                         | Juan Ayuso                  | UAE Team Emirates XRG         | 54 pts                      |                             |
| 3.º                         | Manuele Tarozzi             | VF Group-Bardiani CSF-Faizanè | 50 pts                      |                             |
| 4.º                         | Paul Double                 | Team Jayco AlUla              | 36 pts                      |                             |
| 5.º                         | Isaac Del Toro              | UAE Team Emirates XRG         | 31 pts                      |                             |
| 6.º                         | Pello Bilbao                | Bahrain Victorious            | 29 pts                      |                             |
| 7.º                         | Nairo Quintana              | Movistar Team                 | 28 pts                      |                             |
| 8.º                         | Sylvain Moniquet            | Cofidis                       | 22 pts                      |                             |
| 9.º                         | Lucas Plapp                 | Team Jayco AlUla              | 22 pts                      |                             |
| 10.º                        | Richard Carapaz             | EF Education-EasyPost         | 19 pts                      |                             |

### Clasificación de los jóvenes(Maglia Bianca)[6]
| Clasificación del mejor joven | Clasificación del mejor joven | Clasificación del mejor joven | Clasificación del mejor joven | Clasificación del mejor joven |
| Ciclista                      | Ciclista                      | Equipo                        | Tiempo                        |                               |
| ----------------------------- | ----------------------------- | ----------------------------- | ----------------------------- | ----------------------------- |
| 1.º                           | Isaac Del Toro                | UAE Team Emirates XRG         | 50 h 37 min 55 s              |                               |
| 2.º                           | Juan Ayuso                    | UAE Team Emirates XRG         | + 1 min 22 s                  |                               |
| 3.º                           | Antonio Tiberi                | Bahrain Victorious            | + 3 min 02 s                  |                               |
| 4.º                           | Giulio Pellizzari             | Red Bull-Bora-Hansgrohe       | + 5 min 01 s                  |                               |
| 5.º                           | Davide Piganzoli              | Team Polti VisitMalta         | + 5 min 11 s                  |                               |
| 6.º                           | Max Poole                     | Team Picnic-PostNL            | + 5 min 51 s                  |                               |
| 7.º                           | Embret Svestad-Bårdseng       | Arkéa-B&B Hotels              | + 14 min 00 s                 |                               |
| 8.º                           | Edoardo Zambanini             | Bahrain Victorious            | + 23 min 23 s                 |                               |
| 9.º                           | Marco Frigo                   | Israel-Premier Tech           | + 27 min 32 s                 |                               |
| 10.º                          | Martin Tjøtta                 | Arkéa-B&B Hotels              | + 34 min 55 s                 |                               |

### Clasificación por equipos"Súper team"[7]
| Clasificación por equipos | Clasificación por equipos  | Clasificación por equipos | Clasificación por equipos |
| Equipo                    | Equipo                     | Tiempo                    |                           |
| ------------------------- | -------------------------- | ------------------------- | ------------------------- |
| 1.º                       | UAE Team Emirates XRG      | 151 h 53 min 12 s         |                           |
| 2.º                       | Bahrain-Victorious         | + 22 min 56 s             |                           |
| 3.º                       | Team Visma \| Lease a Bike | + 23 min 29 s             |                           |
| 4.º                       | Movistar Team              | + 29 min 25 s             |                           |
| 5.º                       | XDS Astana Team            | + 29 min 59 s             |                           |
| 6.º                       | Red Bull-BORA-hansgrohe    | + 33 min 45 s             |                           |
| 7.º                       | Team Jayco AlUla           | + 44 min 47 s             |                           |
| 8.º                       | Ineos Grenadiers           | + 47 min 09 s             |                           |
| 9.º                       | EF Education-EasyPost      | + 49 min 09 s             |                           |
| 10.º                      | Israel-Premier Tech        | + 58 min 35 s             |                           |

## Abandonos
Ninguno.